# Paisius Velichkovsky
Paisius Velichkovsky   (Poltava, 21 de desembre de 1722 (Julià) - Monestir de Neamț, 15 de novembre de 1794 (Julià)) va ser un monjo ortodox que ajudà a difondre el concepte del líder espiritual en el món eslau. És una figura fonamental en la història de l'Església Ortodoxa i la seva festivitat és el 15 de novembre.

## Biografia
Ucraïnès de naixement, Pyotr Velichkovsky va néixer en 21 de desembre de 1722, a Poltava, on el seu pare, Ivan, era capellà de la catedral de ciutat. Era l'onzè de dotze fills. El seu avi era el poeta Ivan Velichkovsky.
En 1735, va ser enviat per estudiar a l'Acadèmia Teològica de Kíev. En 1741, esdevenia novici, amb el nom de “Platon”. Tanmateix, el seu monestir tancà al cap de poc a causa de les tensions polítiques de l'època, i va entrar al Pechersky Lavra de Kíev. Allà rebé una notable influència del monjo Ignatii, que li parlà del fervor hesicàstic que havia descobert als monestirs romanesos. Durant la quaresma de 1743, Platon va viatjar a les comunitats eremítiques de Dălhăuţi, Trăisteni, i Carnul. Les primeres dues comunitats moldaves es trobaven sota el lideratge espiritual de Basil de Poiana Mărului, que tingué una gran influència en la formació per a la vida espiritual de Plató i li ensenyà la pregària de Jesús. La tercera comunitat es trobava a Valàquia. Totes elles observaven l'esicasme athonita.
En 1746, a l'edat de vint-i-quatre anys, per perfeccionar la seva experiència monàstica, es va traslladar al Mont Atos, on es va dirigir al monestir de Pantocrator, i va ser assignat a viure en el petit skete de Kiparis. Va passar els següents quatre anys en vida solitària i oració, vivint en l'extrema pobresa. En 1750, el va visitar els seus mestre Basil de Poiana Mărului, i es tonsurà com a monjo de rang menor, amb el nom de Paisius. Seguint el consell de Basil, va decidir allunyar-se de l'estricta vida solitària, i es va convertir en un famós líder d'un skete hesichàstic format per deixebles romanesos i eslaus. En 1758 Paisius va ser ordenat sacerdot pel bisbe Gregory Rasca, i el ràpid creixement de la comunitat els va obligar a mudar-se al skete més gran de Sant Elies.
Paisius va percebre que la vida espiritual s'havia de fonamentar en l'estudi dels textos ascètics patrístics. Va començar a recollir i copiar minuciosament els escrits dels antics Sants Pares utilitzant-los com a guia en la vida espiritual. Els seus ensenyaments van atreure un nombre de deixebles que desitjaven orientació en la pràctica de l'oració incessant. Paisius va escriure epístoles teològiques als seus deixebles i va traduir a l'eslau eclesiàstic un gran nombre d'escrits teològics grecs, inclosa la Filocalia. Sant Paisius va romandre al mont Atos durant un total de disset anys, copiant llibres de patrística grega i traduint-los a l'eslau.
El 1764, quan Paisius tenia quaranta-dos anys, el príncep Grigore III Ghica de Moldàvia li va demanar que anés al seu país, per presidir el renaixement de la vida monàstica. Aleshores, ell i 64 dels seus deixebles es van traslladar a Moldàvia, al monestir de Dragomirna, a Bucovina. Aquí Paisius va continuar la seva activitat de transcripció i traducció de fonts patrístiques. Un dels seus deixebles, el monjo Raphaël també va traduir una selecció de textos de la Philokalie en romanès. La comunitat de Dragomirna va créixer ràpidament, reunint uns 350 monjos. Tanmateix, després que Bucovina fos annexada per l'Imperi Austríac, Paisius i la seva comunitat es van traslladar finalment al monestir de Neamţ, el 1779, durant la vetlla de la festa de la Dormició. La nova comunitat va créixer fins als 700 monjos, i aviat es va convertir en un centre de pelegrinatge, però també de moviment de refugiats. Aquí va completar la traducció eslava de la Filocalia, que el 1793 va ser impresa a Rússia. El 1790, Paisius va rebre el Gran Esquema, i va ser elevat al rang d'arximandrita, pel bisbe Ambròs de Poltava (que va visitar el seu monestir). Ara també actuava com a vicari de la metròpoli de Moldàvia.
Els seus esforços van contribuir a una renovació dinàmica de la vida monàstica hesicàstica a l'ortodòxia del segle xviii i fins a l'època actual. Molts dels seus propis deixebles (alguns dels quals es van convertir en mestres espirituals per dret propi), van portar els seus ensenyaments i la seva missió a Rússia, on van fundar nous monestirs dedicats a les tradicions hesicastes. Va exercir una influència immensa en l'inici del monestir d'Optina tant a través de les seves traduccions com dels seus deixebles personals, com Feodor Ushakov. La traducció de la Filocalia de Paisius va ser un dels llibres preferits de Serafim de Sarov, que va rebre la benedicció d'anar a Sarov per a la devoció espiritual del deixeble de Paisius Dosifei de Kíev. Paisius va morir el 15 de novembre de 1794 a l'edat de setanta-dos anys.

## La pregària de Jesús
Un dels llibres més famosos sobre la pregària de Jesús és El camí del pelegrí. Aquest llibre és la història de les experiències espirituals d'un pelegrí no identificat que vaga d'un lloc a un altre per Ucraïna i Rússia al segle xix, resant l'oració moltes vegades. El professor de l'Acadèmia Teològica de Moscou, Aleksey Pentkovsky, va identificar aquest pelegrí desconegut, com Arseny Troyepolsky, un sacerdot-monjo ucraïnès que es va traslladar per diversos monestirs ucraïnesos i després russos. En aquest llibre, i en alguns d'altres, cap dels quals porta el nom de l'autor, Arseny escriu extensament sobre sant Paisius Velitxkovsky i els sants ucraïnesos.

## Veneració
Sant Paisius és venerat per la seva santedat personal, i el seu renaixement del monaquisme i l'espiritualitat a Romania i Rússia, que havien patit sota les reformes de Pere I i Caterina II. Va reviure l'antic ensenyament sobre la pregària de Jesús, un ensenyament gairebé oblidat a Rússia.
El Centre Espiritual i Cultural de l'Església de la Dormició, Poltava, rep el nom de Sant Paisi.
A l'obertura del Centre el 27 de novembre de 2008, el patriarca de Kíev i de tota la Rússia-Ucraïna va declarar: "La importància de la vida de Velitxkovsky no és només en què va pregar per nosaltres, els pecadors, sinó també en que ens va mostrar el camí que cada cristià hauria de recórrer". El patriarca Filaret va dir que la “Doctrina de Paisius Velichkovsky és important perquè mostrava el camí cap a la vida eterna i donava un exemple de com viure a la terra. Això no vol dir que tothom hagi d'anar a un monestir, però sí que tothom ha de pensar en el bé, la santedat i la puresa del cor."
En honor a la memòria del nadiu de Poltava, Sant Paisius Velichkovsky, l'Eparquia de Poltava de la UOC-KP ha establert un premi que s'atorgarà a les persones que contribueixen a la reactivació de la vida espiritual a Poltava, treballant activament en el sector públic, la ciència, l'art i cultura.